# Барн
Барн (скорочення: б) — позасистемна одиниця площі, одиниця вимірювання ефективного поперечного перерізу ядерних процесів, яка дорівнює 10−24 см2. Вживаються як одиниці також частки барна: мілібарн, що дорівнює 10−27 см2, мікробарн — 10−30 см2.